# Sidrolândia
Sidrolândia is een gemeente in de Braziliaanse deelstaat Mato Grosso do Sul. De gemeente telt 41.261 inwoners (schatting 2009).

## Aangrenzende gemeenten
De gemeente grenst aan Terenos, Rio Brilhante, Campo Grande, Maracajú en Dois Irmãos do Buriti.

## Verkeer en vervoer
De plaats ligt aan de radiale snelweg BR-060 tussen Brasilia en Bela Vista. Daarnaast ligt ze aan de weg MS-162.